# Maximilianeum
Maximilianeum – budynek w Monachium, zbudowany w II poł. XIX w. na zlecenie króla Bawarii Maksymiliana II jako uczelnia dla utalentowanych studentów. W 1949 został siedzibą Landtagu Bawarii (do 1999 był także siedzibą Senatu Bawarii).

## Historia
Budynek Maximilianeum znajduje się w dzielnicy Au-Haidhausen. Wznosi się na obmurowanym zboczu terasy izarskiej. Zaprojektował go berliński architekt Friedrich Bürklein; po jego śmierci budowę dokończył Gottfried Semper. Fundator budynku, król Maksymilian II, przeznaczył go na siedzibę swojej fundacji wspomagającej kształcenie przyszłych urzędników państwowych i na szkołę paziów dworskich. Prace budowlane trwały 17 lat, a na ich opóźnienie wpłynęło podmywanie brzegów Izary.

## Architektura
Budynek Maximilianeum to monumentalny gmach, stanowiący niezbyt udane połączenie elementów neogotyku i włoskiego renesansu. Punktem centralnym jego lekko wklęsłej fasady jest wysoki, trzykondygnacyjny ryzalit zwieńczony figurą anioła. Niższe kondygnacje obu skrzydeł budowli mają galerie. Fasada w kolorze terakoty jest udekorowana popiersiami i posągami. Nad zaokrąglonymi oknami górnej kondygnacji ryzalitu znajdują się wnęki wypełnione kolorowymi mozaikami. Wnętrze budowli wypełniają historyzujące malowidła o treści alegorycznej pędzla Wilhelma von Kaulbacha i Friedricha Kaulbacha.

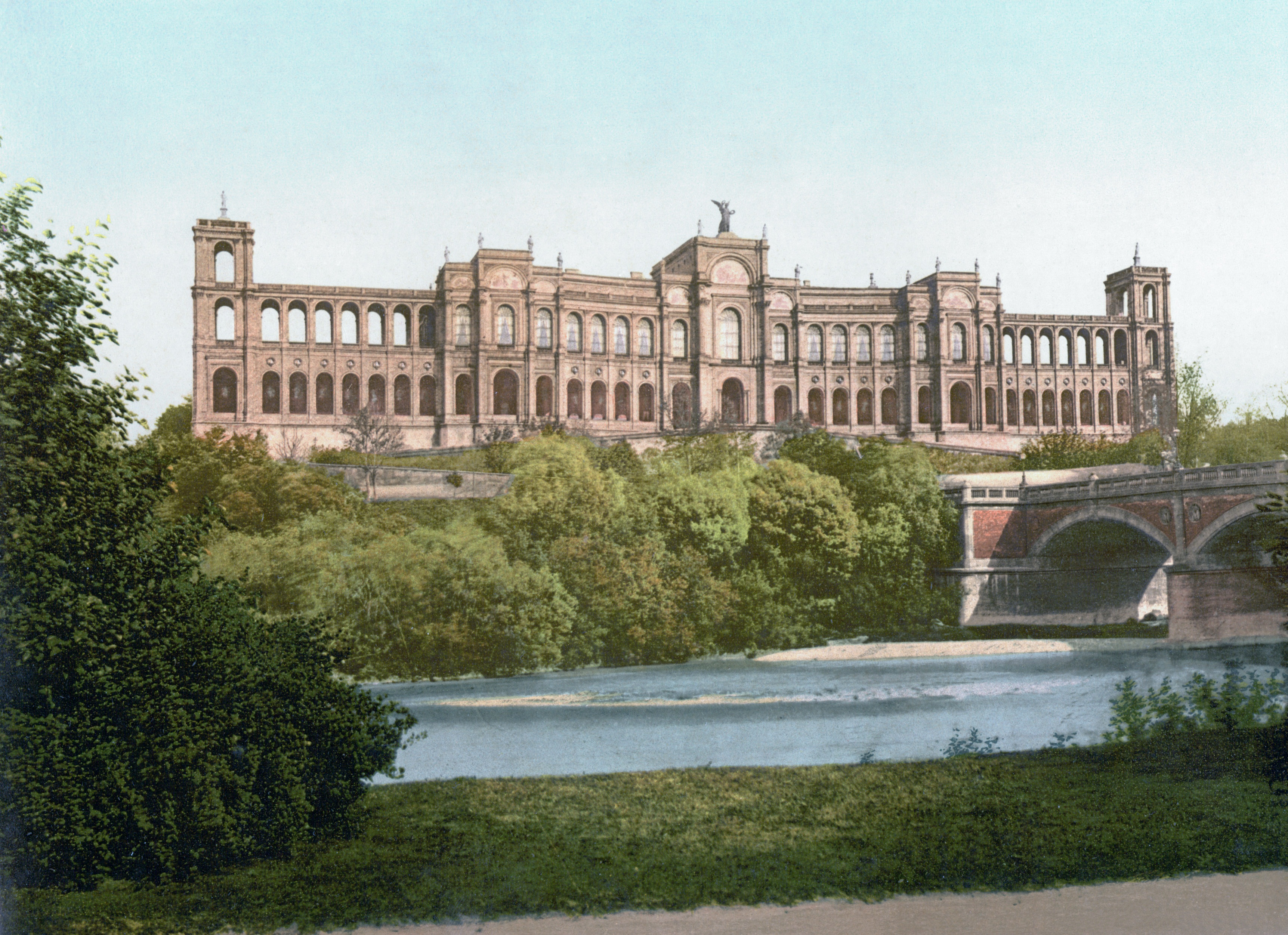
Maximilianeum i Izara, ok. 1900
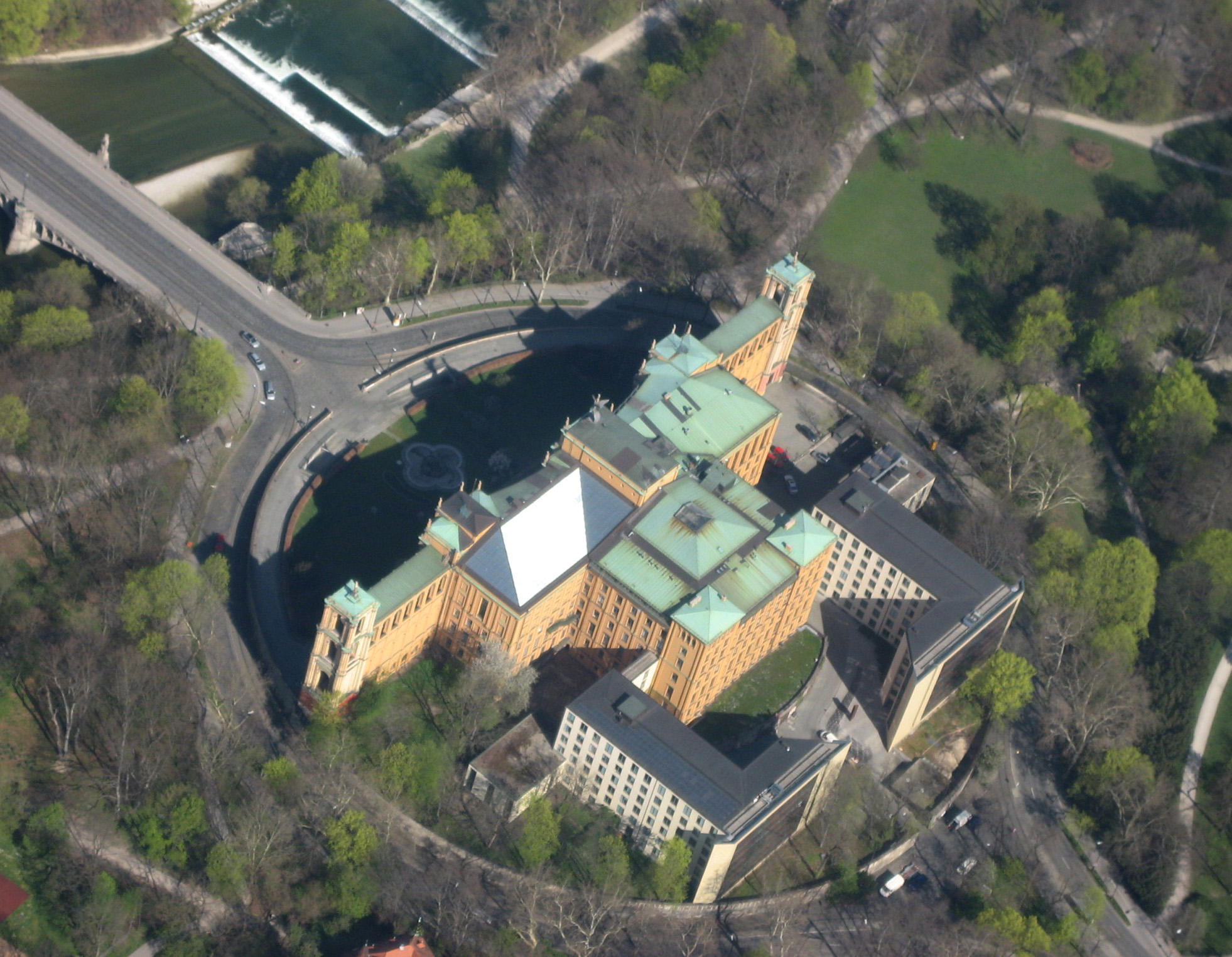
Współczesny widok lotniczy